# 肝付兼美
肝付 兼美（きもつき かねみ、1961年12月12日 - ）は日本の音楽家（マンドリン、マンドラ、マンドロンチェロ、リュート・モデルノ、マンドローネ、ギター演奏家、指揮者、作曲家、編曲家）。日本音楽著作権協会 (JASRAC) 会員。
本姓は伴氏（大伴氏の子孫）。家系は肝付氏の庶流・喜入肝付家（肝付三男家）の分家。曾祖父が西郷隆盛、大久保利通、坂本龍馬らを率いて大政奉還や明治維新を主導した薩摩藩筆頭家老・小松帯刀清廉（肝付尚五郎兼戈）のはとこにあたる。

## 経歴
福岡県大牟田市生まれ。東京育ち。慶應義塾高等学校、慶應義塾大学卒業。
ミヤタ・マンドリンギター研究所マンドリン科を卒業。これまでに宮田吉子、久保田孝及び神戸愉樹美に師事する。1992年まで、服部正、山本直純、山下一史、梅田俊明らの指揮するアマチュア・マンドリン・オーケストラに、コンサートマスターや第2マンドリン、マンドロンチェロ、マンドローネの首席奏者などで参加した。

### 演奏家として
1993年から19年間、全国のプロ奏者を結集したゴンドラ・マンドリンオーケストラでマンドロンチェロ首席奏者を担当する。
マンドリン独奏で、1994年に全日本演奏家協会の推薦選抜オーディションに合格、翌1995年には第5回全日本ソリストコンテストに入賞するとともに、NHK洋楽オーディションに合格してNHK-FM「土曜リサイタル」に無伴奏独奏で出演した。さらに1997年には、マンドロンチェロ独奏で第7回全日本ソリストコンテスト（現・全日本ソリストコンクール）で、弦楽器部門の最高位である部門優秀賞を受賞した。
1998年に横浜でマンドリンのリサイタルを開催して以来、東京、札幌、前橋など各地でマンドリンのみならず、マンドロンチェロ、マンドラのリサイタルをそれぞれ開催している。
2013年には、マンドローネでモンティ作曲「チャルダーシュ」を演奏した動画をYouTubeで公開し、衝撃を与えた。
2003年から作曲家・野崎勇喜夫の新曲を5曲初演している（2003年マンドリン独奏曲。2004年マンドロンチェロとギターの二重奏曲。2006年マンドラ独奏曲。2013年、2015年マンドリン四重奏曲）。
2006年に青葉マンドリン室内楽団を結成。以来６年間、前橋のマンドリン音楽祭（〜マンドリンのまち前橋〜朔太郎音楽祭）に招聘されている。2017年にはビクター・エンタテイメントから青葉マンドリン室内楽団のＣＤを発売し、メージャー・デビュー。
指揮者としては2005年に群馬マンドリン楽団に客演してデビュー。2007年にはゴンドラ・マンドリンオーケストラを指揮した。
2024年にはマンドリンのソリストとして、ロバート・ライカーの指揮で室内オーケストラ「東京シンフォニア」と、マンドリン曲の最高峰とも言われるラニエーリのマンドリン協奏曲を含む４曲を一夜のコンサートで共演、好評を博した。

### 音楽教育者として
1984年にミヤタ・マンドリンギター研究所の講師に就任したのを皮切りに、1994年に同研究所公認のもと青葉マンドリン教室を開校し、1999年からは現代ギター社GG学院のマンドリン科主任講師も務めるなど、教育活動に力を入れている。
高等学校や大学、一般のマンドリン・オーケストラの指導も行なっている。

### 研究者として
肝付氏の末裔として、大家系図を制作している。

## ディスコグラフィー
- CD「夜想的幻想曲」（2001年、現代ギター社）＊ナクソス・ミュージック・ライブラリで配信中：「レコード芸術」誌で準推薦
- CD「想い」（2002年、現代ギター社）＊ナクソス・ミュージック・ライブラリで配信中：「レコード芸術」誌で準推薦／「CDジャーナル」誌の新譜試聴記に掲載
- CD「肝付兼美マンドロンチェロ リサイタル」（2006年、プレクトラム音楽鑑賞会）
- CD「肝付兼美・田中昌江マンドリン二重奏コンサート」（2009年、青葉マンドリン教室事業部）
- CD「『埴生の宿』による変奏曲〜マンドラ・リサイタル2011」（2013年、現代ギター社）＊ナクソス・ミュージック・ライブラリで配信中
- CD「『さくらさくら』による変奏曲◎マンドリン四重奏曲集／青葉マンドリン室内楽団」（2017年、ビクター・エンタテインメント）
- CD「ふたつのマンドリンとピアノのための協奏曲～服部 正 マンドリン作品集～／青葉マンドリン室内楽団」（2020年、青葉マンドリン教室 事業部）＊ナクソス・ミュージック・ライブラリで配信中
- DVD「マンドリンとピアノの室内楽／青葉マンドリン室内楽団」（2021年、Indies World（有）発展）

## 主な作品

### マンドリン・オーケストラ曲
- 幻想曲「日没のかもめ」（大内一鋼との共作）：第5回日本マンドリン合奏曲作曲コンクールに入選
- 赤い月（マンドリン・オーケストラ版）
- 祝典のためのファンファーレ
- 行進曲「小栗公、メリケンを行く」：小栗上野介顕彰会理事・村上泰賢に献呈（小栗忠順没後140年に際して）
- 日本古謡「さくらさくら」による変奏曲

### 室内楽曲
- 赤い月（マンドリン+ギター×2／マンドリン+ギター+ピアノ）

### 独奏曲
- 想い（マンドリン独奏）
- 「埴生の宿」による変奏曲（マンドラ独奏）
- 夜想的幻想曲（マンドロンチェロ独奏）
- 小松帯刀の琵琶（マンドロンチェロ独奏）